# Avče szivattyús energiatározó
Koordináták: é. sz. 46° 05′ 02″, k. h. 13° 40′ 00″46.083889°N 13.666667°E
Az Avče szivattyús energiatározó (szlovénül: Črpalna Hidroelektrarna Avče, röv.: ČHE Avče) Szlovénia nyugati részén található, üzemeltetője a SENG Soške elektrarne Nova Gorica d.o.o.

## Történet
A projekt 2004. augusztus 1-jén kapta meg az engedélyt. Ezt követően 2004. szeptember 22-én helyezték el az építkezés alapkövét. 2004 decemberében megkötötték a kivitelezési szerződéseket és 2005 januárjában megkezdődtek az építkezés munkálatai. Az erőműnek 2008 decemberéig kellett volna elkészülnie, de végül csak 2010 áprilisában lehetett használatba venni. A SENG összesen végül 122 millió eurót költött a beruházás finanszírozására.

## Műszaki tartalom

### Felső tározó
A felső medence északra található a Kanalski Vrhtól a Banjšice-fennsíkon. Mivel a fennsík nem teljesen zárt, két gát épült rá homokkő és görgeteg felhasználásával. A vízszigetelés érdekében a felszínt aszfaltbetonnal borították.
A felső tározó hasznos térfogata 2,17 millió m³. A legmagasabb vízállásszint 625 m.

### Alsó tározó
Alsó tározóként egy régebb óta meglévő tározóteret használnak, amely az Ajba tározó a Plave vízerőműn a Soča folyónál. A 45 m magas gát két kamrával rendelkezik.

### Vízhozzávezetés és víznyomó alagút
A felső tározótól az erőműig egy 2216 m hosszú, 2,6–3,3 m átmérőjű nyomóalagút vezeti a vizet. A hasznos esésmagasság az 521 m-t is elérheti.

### Az erőmű
Az erőmű a Soča folyó bal partján található. Az erőműben egy 18 m átmérőjű, 80 m mély reverzibilis Francis-Turbina található, melynek teljesítménye turbinaüzemben 185 MW szivattyúüzemben pedig 180 MW. A szivattyú-turbina maximális vízárama szivattyúüzemben 34 m³/s turbinaüzemben 40 m³/s. A névleges fordulatszám 600 fordulat/perc, a vízmennyiség függvényében azonban néhány százalékkal (+/-) változtatható. A mechanikai energiából elektromosságot és viszont egy asszinkron motorgenerátor állít elő, melynek névleges teljesítménye 195 MVA.
Évente 553 GWh elektromos energia érkezik a szivattyús energiatározóba, melyből a veszteségek után 426 GWh energiát képes az erőmű a szükséges időszakokban a hálózatra visszatermelni. ez éves szinten 77%-os rendszerhatásfokot jelent.

### Hálózati csatlakozás
Az erőmű 110 kV feszültségű 200 MVA teljesítményű transzformátor segítségével kapcsolódik az országos hálózathoz.

## Fordítás
- Ez a szócikk részben vagy egészben  a   Pumpspeicherkraftwerk_Avče című német Wikipédia-szócikk ezen változatának fordításán alapul.  Az eredeti cikk szerkesztőit annak laptörténete sorolja fel. Ez a jelzés csupán a megfogalmazás eredetét és a szerzői jogokat jelzi, nem szolgál a cikkben szereplő információk forrásmegjelöléseként.